# Phaenicophaeinae
Phaenicophaeinae su potporodica ptica porodice kukavica, iz reda kukavki (Cuculiformes). 

## Rodovi
Obuhvaća 14 rodova:
- Carpococcyx
- Ceuthmochares
- Coccyzus
- Coua
- Dasylophus
- Hyetornis
- Lepidogrammus
- Phaenicophaeus
- Piaya
- Rhinortha
- Rhopodytes
- Saurothera
- Taccocua
- Zanclostomus.[1]